# CCR4
CCR4 (англ. C-C motif chemokine receptor 4) – білок, який кодується однойменним геном, розташованим у людей на короткому плечі 3-ї хромосоми.  Довжина поліпептидного ланцюга білка становить 360 амінокислот, а молекулярна маса — 41 403.
| 10         |  | 20         |  | 30         |  | 40         |  | 50         |
| ---------- |  | ---------- |  | ---------- |  | ---------- |  | ---------- |
| MNPTDIADTT |  | LDESIYSNYY |  | LYESIPKPCT |  | KEGIKAFGEL |  | FLPPLYSLVF |
| VFGLLGNSVV |  | VLVLFKYKRL |  | RSMTDVYLLN |  | LAISDLLFVF |  | SLPFWGYYAA |
| DQWVFGLGLC |  | KMISWMYLVG |  | FYSGIFFVML |  | MSIDRYLAIV |  | HAVFSLRART |
| LTYGVITSLA |  | TWSVAVFASL |  | PGFLFSTCYT |  | ERNHTYCKTK |  | YSLNSTTWKV |
| LSSLEINILG |  | LVIPLGIMLF |  | CYSMIIRTLQ |  | HCKNEKKNKA |  | VKMIFAVVVL |
| FLGFWTPYNI |  | VLFLETLVEL |  | EVLQDCTFER |  | YLDYAIQATE |  | TLAFVHCCLN |
| PIIYFFLGEK |  | FRKYILQLFK |  | TCRGLFVLCQ |  | YCGLLQIYSA |  | DTPSSSYTQS |
| TMDHDLHDAL |  |            |  |            |  |            |  |            |

A: Аланін

C: Цистеїн

D: Аспарагінова кислота

E: Глутамінова кислота

F: Фенілаланін

G: Гліцин

H: Гістидин

I: Ізолейцин

K: Лізин

L: Лейцин

M: Метіонін

N: Аспарагін

P: Пролін

Q: Глутамін

R: Аргінін

S: Серин

T: Треонін

V: Валін

W: Триптофан

Кодований геном білок за функціями належить до рецепторів, g-білокспряжених рецепторів, білків внутрішньоклітинного сигналінгу, фосфопротеїнів. 
Задіяний у такому біологічному процесі як поліморфізм. 
Локалізований у клітинній мембрані, мембрані.